# George Frederick Leycester Marshall
George Frederick Leycester Marshall (* 27. März 1843; † 7. März 1934) war britischer Colonel in der indischen Armee und Zoologe. 
Sein Tätigkeitsschwerpunkt lag sowohl auf dem Gebiet der Ornithologie als auch in der Betrachtung und Entdeckung indischer Schmetterlingsarten. Zahlreiche neue Arten wurden von ihm in Zusammenarbeit mit Lionel de Nicéville kategorisch erfasst und beschrieben.

## Schriften
- mit Lionel de Niceville: The Butterflies of India, Burmah and Ceylon. 3 Bände. Calcutta 1882–1890. Reprint: New Delhi, 1979.

| Personendaten    | Personendaten                        |
| ---------------- | ------------------------------------ |
| NAME             | Marshall, George Frederick Leycester |
| ALTERNATIVNAMEN  | Marshall, G. F. L.                   |
| KURZBESCHREIBUNG | britischer Offizier und Zoologe      |
| GEBURTSDATUM     | 27. März 1843                        |
| STERBEDATUM      | 7. März 1934                         |